# 납북피해자지원단
납북피해자지원단은 납북피해자들에 대한 위로금 등의 지원 업무를 담당하기 위해 2007년 11월 5일 설립된 통일부 소속기관이다. 2011년 10월 26일 폐지되었다.

## 관련 법률
- 군사정전에관한협정체결이후납북피해자의보상및지원에관한법률

## 같이 보기
- 통일부